# Хусаин Кунакбай
Хусаин Кунакбай (наст. имя — Хусаин Ахметьянович Кунакбаев; баш. Хөсәйен Ҡунаҡбай, Хөсәйен Әхмәтйән улы Ҡунаҡбаев; 1912—1943) — башкирский поэт и переводчик, журналист. Член Союза писателей Башкирской АССР (1940).

## Биография
Кунакбаев Хусаин Ахметьянович родился 12 февраля 1912 года в деревне Нургалино Орского уезда Оренбургской губернии (ныне Баймакского района Башкортостана). Рано остался сиротой, с 1922 года воспитывался в детском доме в деревне Билалово.
С 1925 года учился в школе села Темясово Зилаирского кантона.
С 1929 года работал секретарем Бурзянского волостного исполнительного комитета, а после заведующим и преподавателем Старо-Мунасиповской школы 1-й степени.
С осени 1930 года являлся сотрудником редакции газеты «Кызыл Башкортостан», Республиканского комитета радиофикации при Совете народных комиссаров Башкирской АССР.
В 1932—1936 гг. учился в Башкирском педагогическом институте имени К. А. Тимирязева (ныне Уфимский университет науки и технологий).
В 1936—1937 гг. являлся преподавателем Давлекановского и Стерлитамакского педагогических училищ.
В 1937 году был репрессирован как «башкирский националист», а в 1939 году освобождён.
С 1940 года работал учителем в Стерлибашевской средней школе № 1, а в 1942 году — директором Табулдинской школы Стерлибашевского района Башкирской АССР.
В 1942 году уходит на фронт.
Погиб 15 февраля 1943 года в бою у села Ольховатка, близ города Новый Оскол Белгородской области.

## Творческая деятельность
В 1935 году был издан первый поэтический сборник «Дуҫлыҡ тураһында йырҙар» («Песни о дружбе»). В произведениях Хусаина Кунакбая восхваляется любовь к родине, интернационализм. Поэма «Хәтимә» (1936; «Хатима») была посвящена судьбе башкирской женщины.
Хусаином Кунакбаем переведены на башкирский язык произведения Дж. Лондона, И. В. Гёте, А. С. Пушкина и других.

## Книги
- Шиғырҙар. Өфө, 1957.
- Хөсәйен Ҡунаҡбай. //Утлы йылдар ауазы. Өфө, 1985.

## Память
Именем поэта в деревне Нижнетагирово названа улица.